# كاتدرائية القديس فنسون دو بول بتونس
كاتدرائية القديس فنسون دو بول بتونس هي الكنيسة الرئيسية للرومان الكاثوليك بالبلاد التونسية، وتوجد في ساحة الاستقلال على شارع الحبيب بورقيبة، مقابل السفارة الفرنسية. وهي تحمل اسم القديس فإنسان دي بول (بالفرنسيَّة: Saint-Vincent-de-Paul) تخليداً لاسم أحد القساوسة الذي بيع كعبد في مدينة تونس.

## تاريخها
ليست هذه الكنيسة الأولى من نوعها في البلاد التونسية حيث سمح للمسيحيين بإقامة صلواتهم وطقوسهم الدينية طيلة العصر الحديث. أما في عهد الحماية فقد وضع الكاردينال لافيجري الحجر الأساس لأول كاتدرائية في 7 نوفمبر 1881 على شارع البحرية وهو الاسم القديم لشارع بورقيبة، غير أن الأرضية لم تسمح لها بالاستمرار فوقعت إقامة كاتدرائية ثانية وقع تدشينها في آخر عام 1897.

## بعد الاستقلال

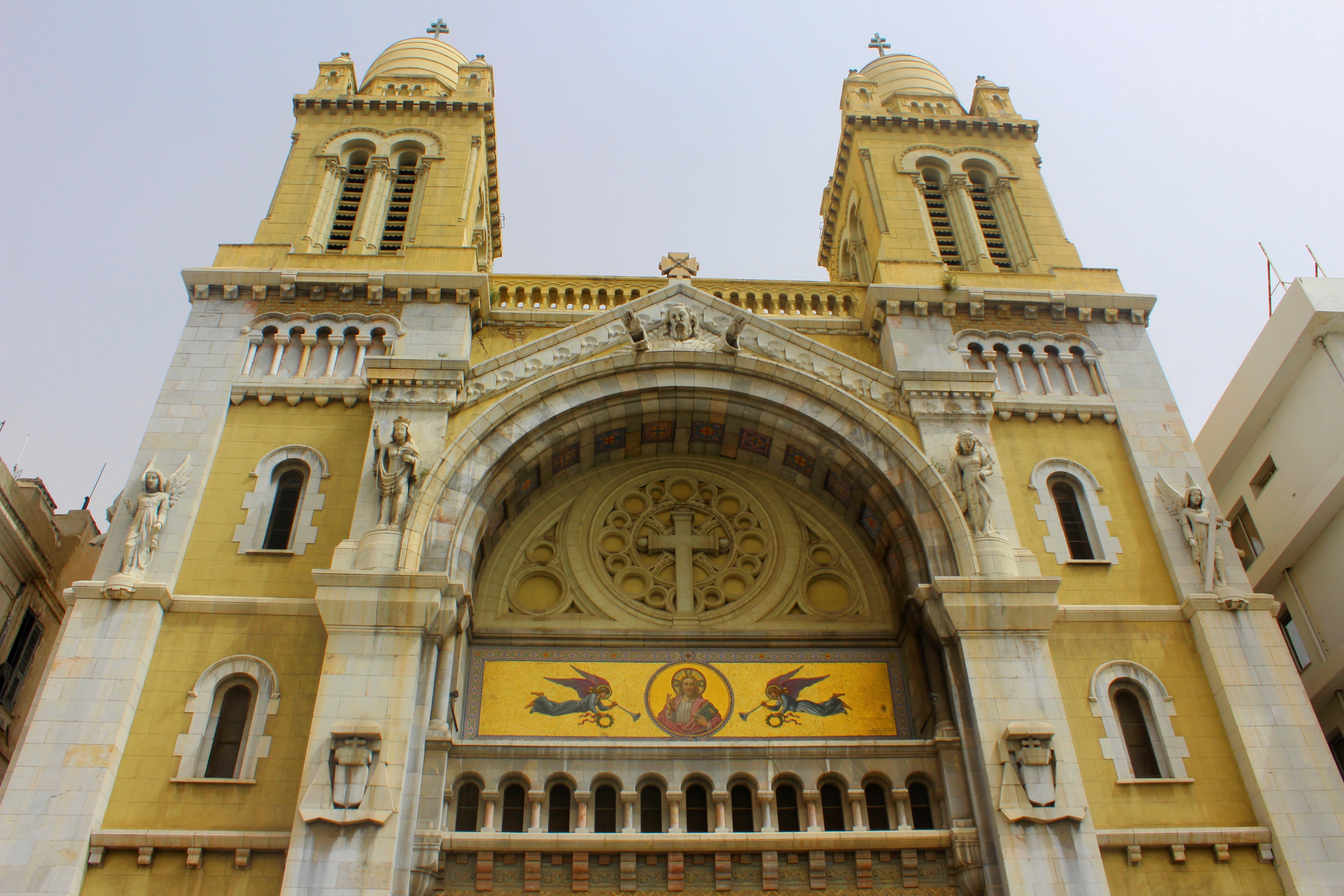
كاتدرائية تونس من زاوية أخرى

طبقا لاتفاقية وقعت عام 1964 بين الحكومة التونسية والفاتيكان أصبحت هذه الكاتدرائية على ملك الكنيسة الكاثوليكية إلى جانب أماكن ودور عبادة أخرى بينما وقع تأميم أماكن مسيحية أخرى على شرط أن لا يقع تحويلها إلى مساجد. وأصبحت هذه الكاتدرائية مقراً لأسقفية تونس التي يوجد على رأسها منذ عام 2005 المونسنيور مارون لحام وهو أردني الأصل.

## مقالات ذات صلة
- قائمة كاتدرائيات تونس
- المسيحية في تونس